# Brisbin, Pennsylvania
Brisbin är en ort i Clearfield County i delstaten Pennsylvania, USA.